# Carettochelyidae
Carettochelyidae é uma família de tartarugas da ordem Testudines.

## Taxonomia
A família Carettochelyidae é dividida em duas subfamílias:
- Subfamília Carettochelyinae Boulenger, 1887
  - Carettochelys Ramsay, 1886
  - †Allaeochelys Noulet, 1867
  - †Burmemys Hutchison, Holroyd & Ciochon, 2004
  - †Chorlakkichelys de Broin, 1987
- Subfamília Anosteirinae Lydekker, 1889
  - †Anosteira Leidy, 1871
  - †Kyzilkumemys Nesov, 1977
  - †Pseudanosteira Clark, 1932